# Геворгян, Наапет Багратович
Наапе́т Багра́тович Геворгя́н (арм. Նահապետ Բագրատի Գևորգյան, 28 июля 1957, село Октембер, Октемберянский район, Армянская ССР, СССР) — армянский депутат парламента и предприниматель.
- 1984 — окончил Ленинаканский филиал Ереванского политехнического института. Инженер-технолог.
- 1975—1977 — служба в армии.
- С 1978 — работал на Октемберянском (Армавир) комбинате стройматериалов (ООО «Стройматериалы») рабочим, учётчиком, начальником рудника, заместителем директора, директором, председателем совета.
- 1999—2003 — член постоянной комиссии по обороне, национальной безопасности и внутренним делам НС. Член фракции «Единство».
- 25 мая 2003 — член постоянной комиссии по обороне, национальной безопасности и внутренним делам НС. Беспартийный.